# Пчёлы в культуре

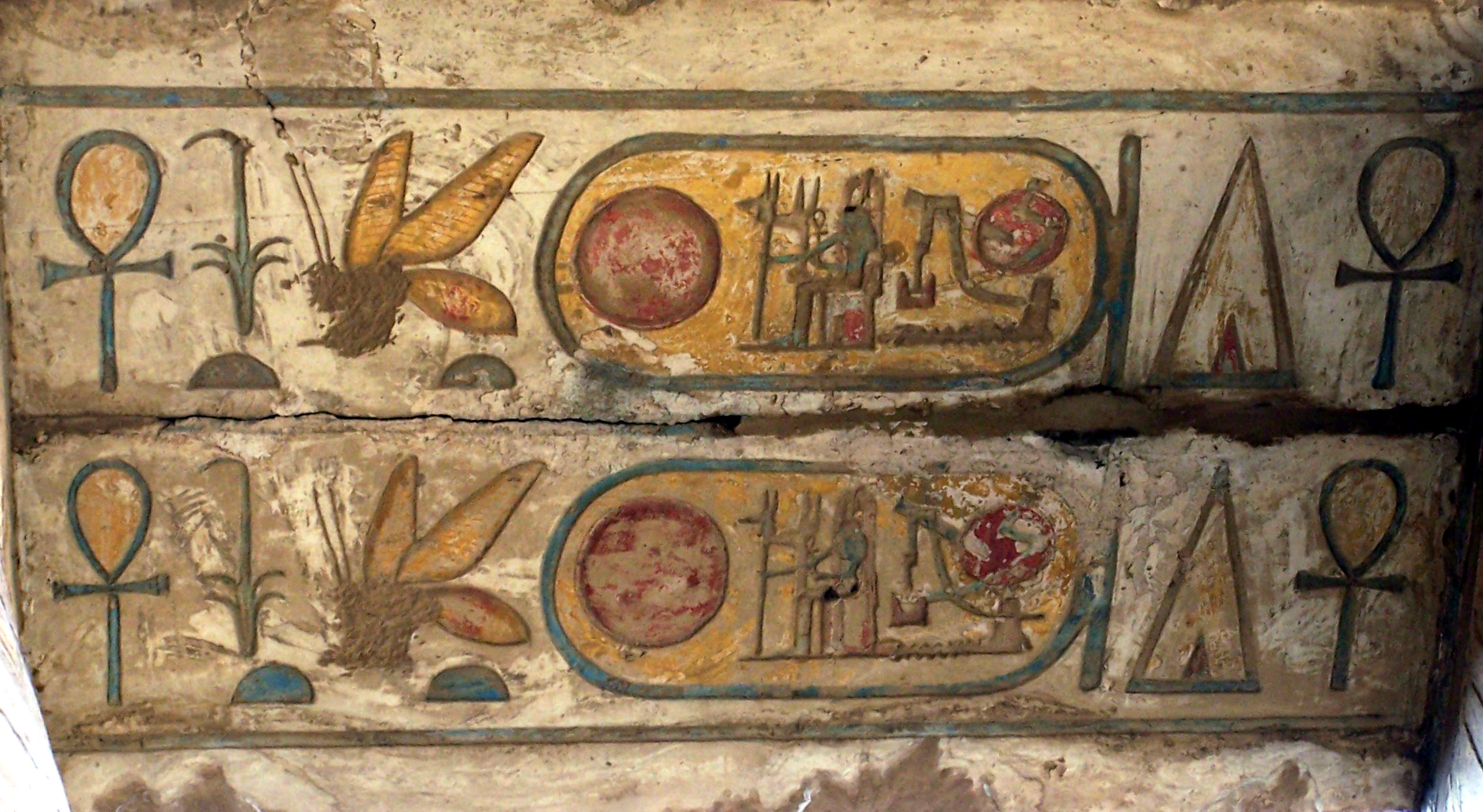
Пример древнеегипетской надписи с изображением пчелы

Наскальный рисунок в Паучьей пещере

Пчёлы в культуре отражены с древнейших времён, они присутствуют в легендах, поэзии, культе, искусстве, эмблемах, геральдике и народных обычаях. 

## Пчëлы в символике
Пчëлы изображены на гербе и флаге города Сватово в Луганской области, Сватовского района, а так же на гербе Симферополя, Тамбова, Тамбовской области, Медынь и др. 
Пчёлы - Одни из символов города Сватово и Сватовского района они олицетворяют трудолюбие, неутомимость, самоотверженность, экономию и бережливость, а также широкое занятие пчеловодством на территории города и района. 

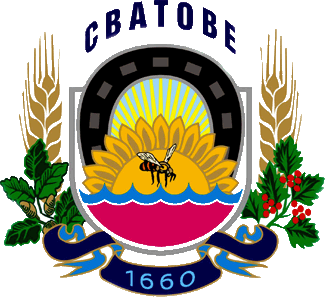
Пчёлы на гербе города Сватово

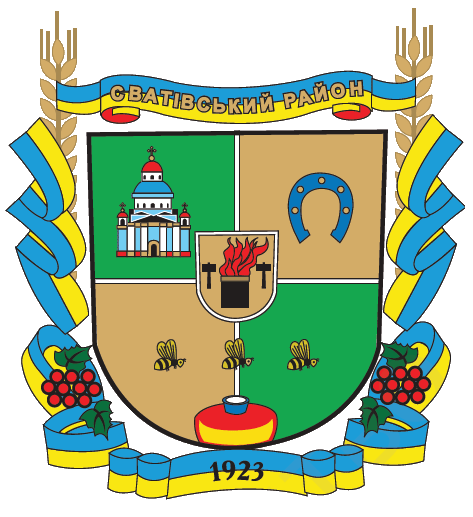
Пчёлы на гербе Сватовского района

Пчёлы на гербе города Симферополь

Пчёлы на гербе Тамбовской области

## История
Каменный век оставил первые следы влияния медоносных пчёл на культуру человека. То, что в древности наши предки собирали мёд, подтверждают древние наскальные рисунки. В Испании (около Валенсии) есть Паучья пещера. На её стене изображён человек, вынимающий соты из пчелиного гнезда (датировка наскального рисунка — примерно 15—20 тысяч лет назад).
Египетский фараон Менес (ок. 3050 года до н. э), который объединил Верхний и Нижний Египет в единое царство, сделал эмблемой Нижнего Египта пчелу. Она считалась образцом бесстрашия, самоотверженности, презрения к опасности и смерти, а также стремления к порядку и идеальной постоянной чистоте. Пчелу изображали на гробницах первой династии фараонов (3200—2780 годы до н. э.). На картушах пчелу изображали перед именем фараона.:452
Жрицы Артемиды, Деметры и Персефоны назывались «пчёлами» (др.-греч. μέλισσαι — медуницы). Причём верховный жрец эфесской Артемиды назывался «пчелиная матка» (ἐσσήν), поэтому на эфесских монетах изображалась пчела. Также с Деметрой связывало то, что эта богиня считалась учредительницею государственной жизни, которую символизировали пчёлы, живущие правильным роем, пчёлы считались и символом колонизации. Опьяняющая сила мёда была символом вдохновения, потому у Пиндара Пифия названа «дельфийскою пчелою». Одной из нимф, Мелиссе (μελίσσω, μειλίσσω — усмирительница), приписывалось открытие употребления мёда, отчего и пчёлы будто названы μέλισσαι. Словом μέλισσαι означали прямо нимф, они превращались в пчёл. Также воспитательниц Зевса звали Μελίαι и Μέλισσαι. Зевс вырос на Крите, где нимфы вскормили его молоком божественной козы Амалфеи, а пчёлы носили ему мёд.
В басне Эзопа «Пчёлы и Зевс» рассказывается о пчёлах не желавших отдавать свой мёд, явившихся к Зевсу с просьбой дать им силу поражать жалом всякого, кто подойдёт к их сотам; разгневавшийся за такую злобу Зевс сделал так, чтобы, ужалив кого-нибудь, они тотчас теряли жало, а вместе с ним и жизнь. Также Эзопу приписывается авторство басни «Пчёлы и трутни».
Согласно одному из мифов первым заниматься пчеловодством стал бог вина Бахус. Вот как пишет об этом римский поэт Овидий: «Однажды Бахус в сопровождении сатиров прогуливался в покрытой цветами долине Родопа, когда на звук, производимый цимбалами сатиров, стали слетаться неизвестные насекомые, — это были пчёлы. Пчёлы прилетали на звук меди, и Бахус, собрав их в рой, запер в дупло».
В мифологии хеттов пчела участвует в поисках пропавшего бога Телепина.
В Ветхом Завете имеются многочисленные упоминания о пчёлах и мёде, их значении в жизни людей. Царь Соломон в Книге притчей обращается к своему сыну с такими словами:
Пойди к пчеле и познай, как она трудолюбива, какую почтенную работу она производит; её труды употребляют во здравие и цари, и простолюдины; любима же она всеми и славна, хотя силой она слаба, но мудростью почтенна (6:8).
Папская тиара (трёхъярусная корона папы римского) сделана в виде пчелиного гнезда.
В США медоносная пчела признана (наряду с бабочками и другими насекомыми) одним из официальных символов (англ. Official State insect, Official Insect, State Insect, State agricultural insect) в 17 штатах: Арканзас, Вермонт, Висконсин, Джорджия, Западная Виргиния, Канзас, Кентукки, Луизиана, Миссисипи, Миссури, Мэн, Небраска, Оклахома, Северная Каролина, Теннесси, Южная Дакота, Юта.
В русском языке издревле существует множество фигур речи, связанных с мёдом и пчёлами. В 2005 году в Москве, в парке Кузьминки, открыт памятник пчеле.

## Пчёлы в религии

### Пчела и пчеловодство в Библии
В Ветхом Завете находится много указаний на пчёл и их образ жизни:
- о мщении, с каким пчёлы преследуют своих врагов: Втор. 1:44, Пс. 117:12;
- о местах обитания пчёл: Суд. 14:8;
- о способах вызывания пчёл из их ульев: Ис. 7:18, Зах. 10:8;
- о мёде диких пчёл говорится в книге: Втор. 32:13.

Царь Соломон отзывается о пчёлах: 
«Пойди к пчеле и познай, как она трудолюбива, какую почтенную работу она производит; ея труды употребляют во здравие и цари и простолюдины; любима же она всеми и славна; хотя силою она слаба, но мудростию почтена». Прит. 6:8
В библейские времена, в Иудее евреи занимались пчеловодством, на что указывает бойкая торговля мёдом с Тирянами (Иез. 27:17).

### Пчёлы в Коране
В Коране целая глава (сура) названа именем этих существ. Причём стоит отметить, что в суре в качестве работающих пчёл отмечены именно самки пчёл, что можно увидеть только в арабском оригинале.
«Твой Господь внушил пчеле: „Воздвигай жилища в горах, на деревьях и в строениях. А потом питайся всевозможными плодами и следуй по путям твоего Господа, которые доступны тебе“. Из брюшков пчёл исходит питьё разных цветов, которое приносит людям исцеление. Воистину, в этом — знамение для людей размышляющих». ан-Нахль 16:68, 69)

## Пчёлы и право
В Германии
- § 961 Гражданского кодекса Германии. Так как пчёлы — дикие животные, то их рой можно приобрести безвозмездно третьими лицами, если владелец роя не предъявит сразу права собственности[19].
- § 962. Владелец роя пчёл может зайти в погоне за роем на чужую землю. При нанесении сопутствующих повреждений владелец роя должен компенсировать ущерб[20].
- § 963. При распределении роёв нескольких владельцев рои распределяются соответственно числу преследуемых роёв[21].
- § 964. Если рой пчёл собирается в чужом улье, то становится собственностью владельца улья[22].

В России
- Согласно части 13.1 статьи 217 Налогового кодекса, не подлежат налогообложению доходы физических лиц, полученные в виде средств из бюджетов бюджетной системы Российской Федерации на развитие личного подсобного хозяйства, в том числе приобретение пчёл[23].
- Гражданский процессуальный кодекс в абзаце 6, части 1, статьи 446 устанавливает, что взыскание по исполнительным документам не может быть обращено на пчёл, которые используются для целей, не связанных с осуществлением предпринимательской деятельности, принадлежащих гражданину-должнику на праве собственности[24].
- Федеральный закон «О животном мире» в ст. 46 утверждает, что получение продуктов жизнедеятельности объектов животного мира, таких как мёд, воск диких пчёл и других, допускается без изъятия объектов животного мира из среды обитания и их уничтожения, а также без нарушения среды их обитания[25].
- Согласно ст. 1 Федерального закона «О Всероссийской сельскохозяйственной переписи», пчёлы относятся к сельскохозяйственным животным и подлежат комплексному статистическому обследованию[26].

## Пчёлы в филателии
Изображение пчелы встречается на почтовых марках.

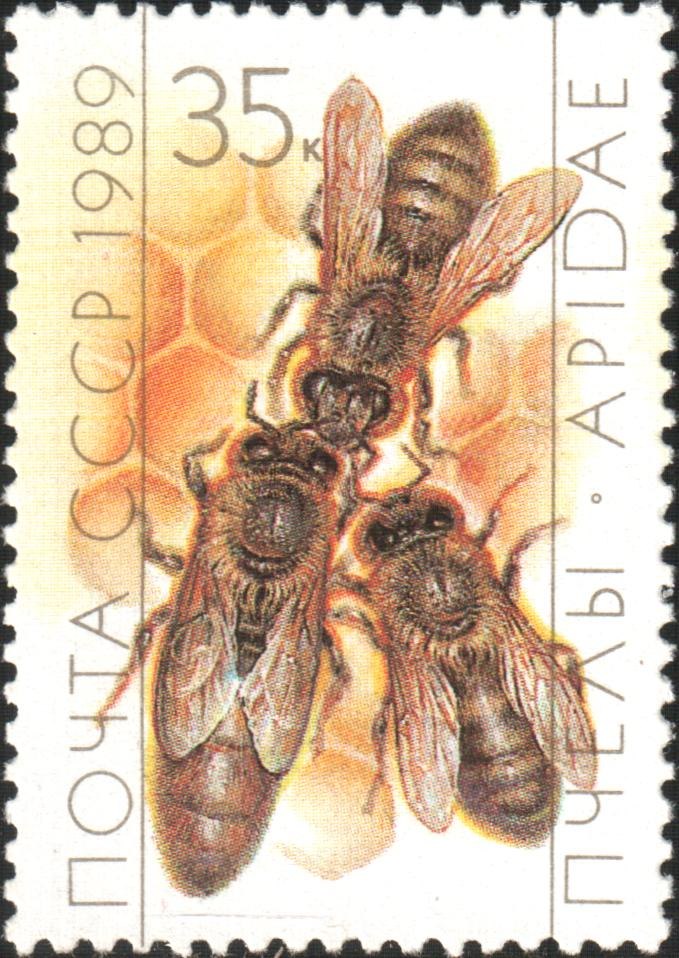
Пчеловодство. Матка и рабочие пчёлы на сотах улья. СССР, 1989
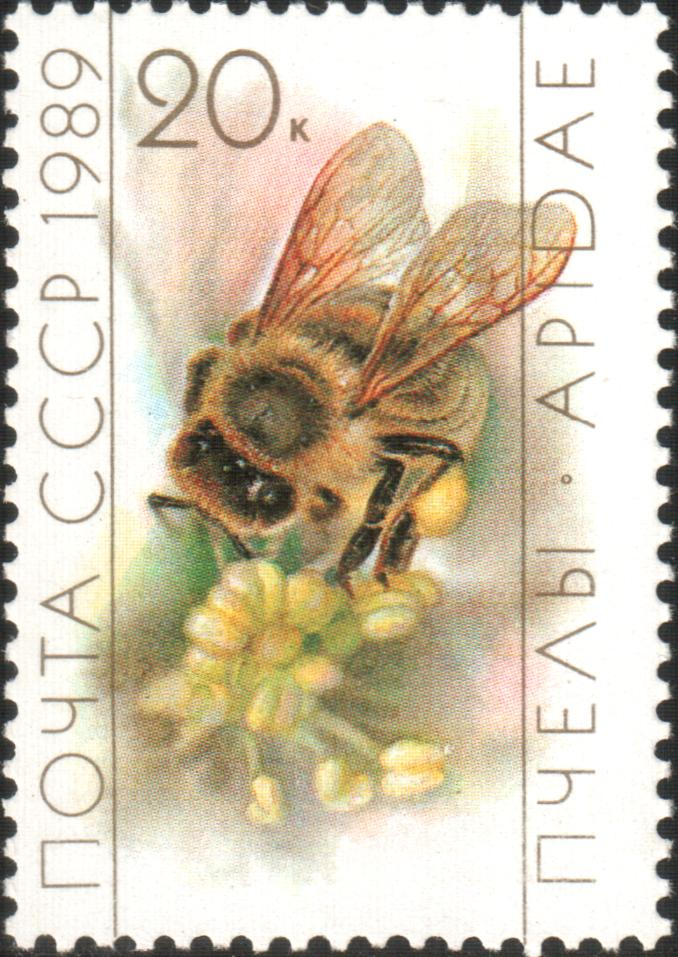
Рабочая пчела, собирающая нектар
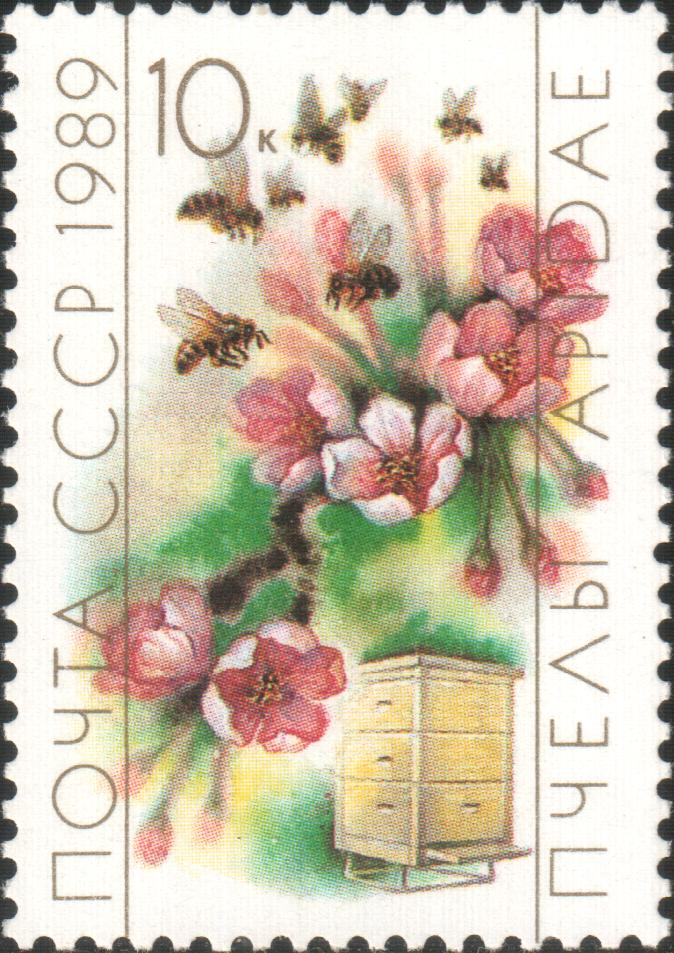
Пчёлы, цветущая яблоня и рамочный улей
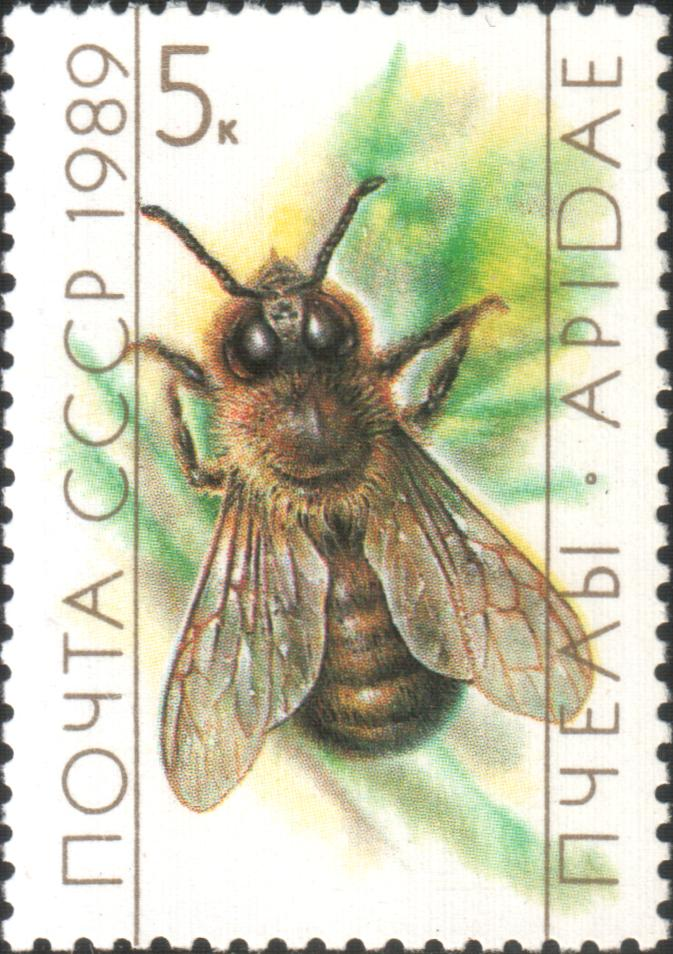
Трутень
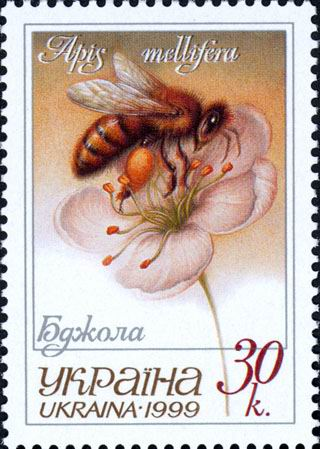
Медоносная пчела на почтовой марке Украины, 1999
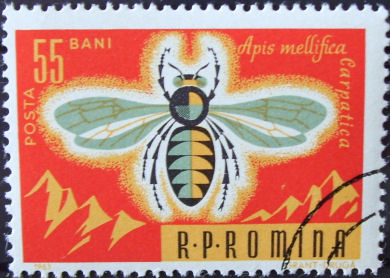
Apis mellifera carpatica

## Пчёлы в нумизматике

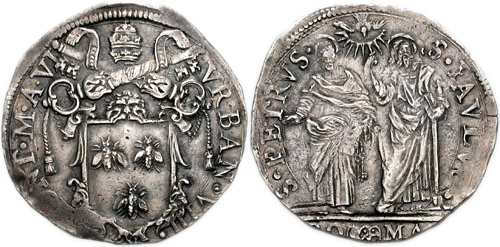
Серебряная римская монета с гербом Барберини
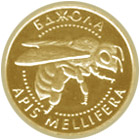
Памятная монета «Пчела» Украины, реверс, 2010

## Пчёлы в геральдике
В геральдике пчела и муравей служат эмблемой трудолюбия и покорности. Пчела также символизирует усердие, благоразумие и, поскольку полагали, что она никогда не спит, бдительность. Поскольку пчёлы запасают свой мёд, они символизируют экономию и бережливость и в таком значении присутствуют на вывесках банков. В геральдике пчела изображалась на многих гербах: семь пчёл на фоне земного шара на гербе Манчестера говорят, что плоды труда этого города можно встретить повсюду в мире.
Когда в 1804 году Наполеон был коронован императором Франции, государственным гербом стал золотой орёл с пучком молний в лапах на фоне синего диска, окружённого цепью учреждённого в 1802 году ордена Почётного легиона. Диск помещался на фоне скрещённых скипетров и усеянной пчёлами (личная эмблема Наполеона) мантии с короной. С тех пор, при Бонапартах пчела заменила цветок лилии в геральдических орнаментах.
Пчела встречается на более чем трёхстах гербах и несёт различный смысл, например, трудолюбие и покорность. Она также может обозначать, что обладатель герба относится к пчеловодам, или что на данной местности развито пчеловодство. Пчёлы на гербах Манчестера означают аллегорическую отсылку к XIX веку, когда Манчестер был жизненно важным центром Великобритании.

Папа римский Урбан VIII
Канцлер Камбасерес
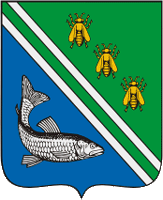
Город Рыбное
Город Хёгерсдорф (ФРГ)
Город Симферополь
Город Джанкой (Крым)
Герб Реюньона
Город Тамбов

Пчелы на значках гербов городов
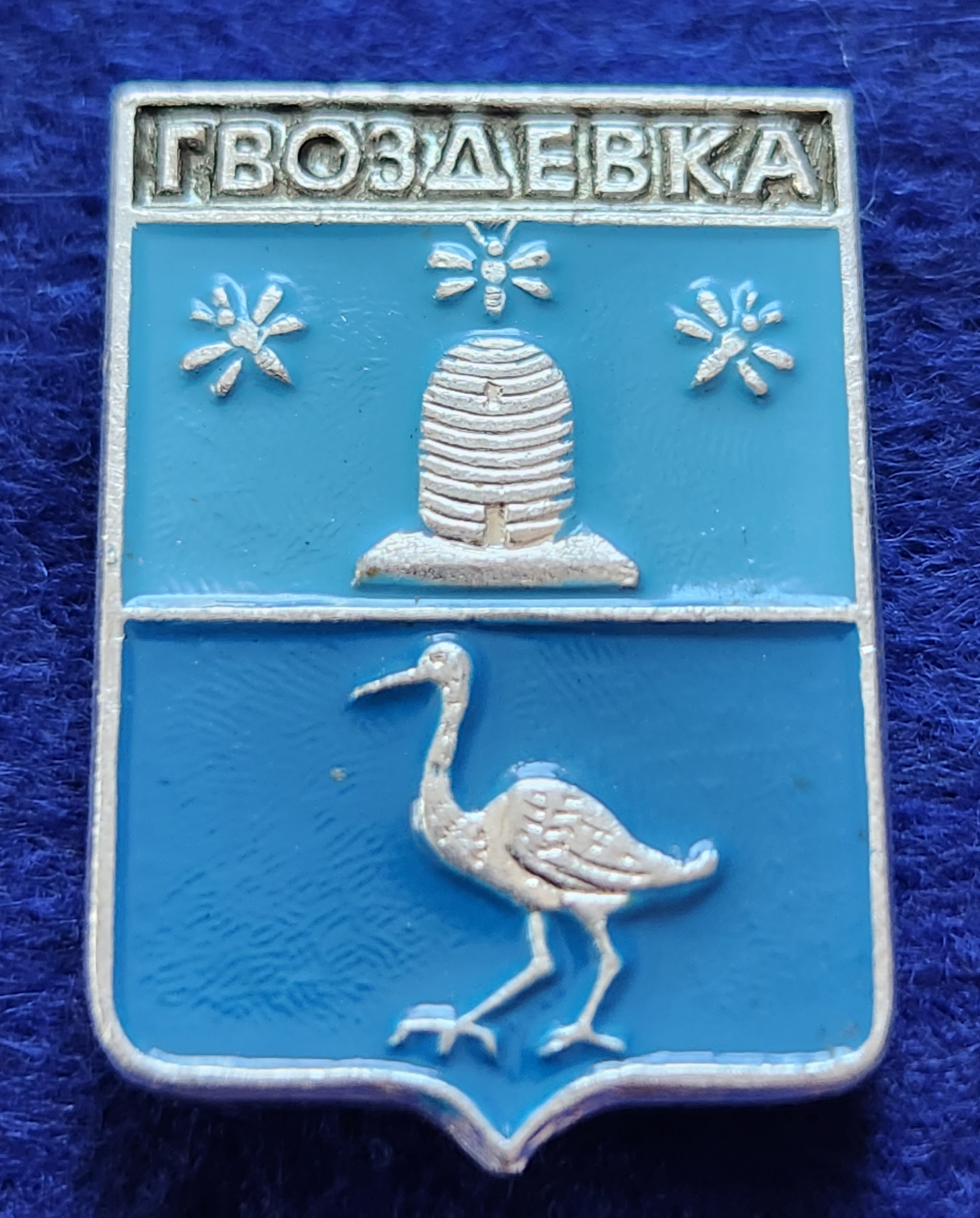
Гвоздевка
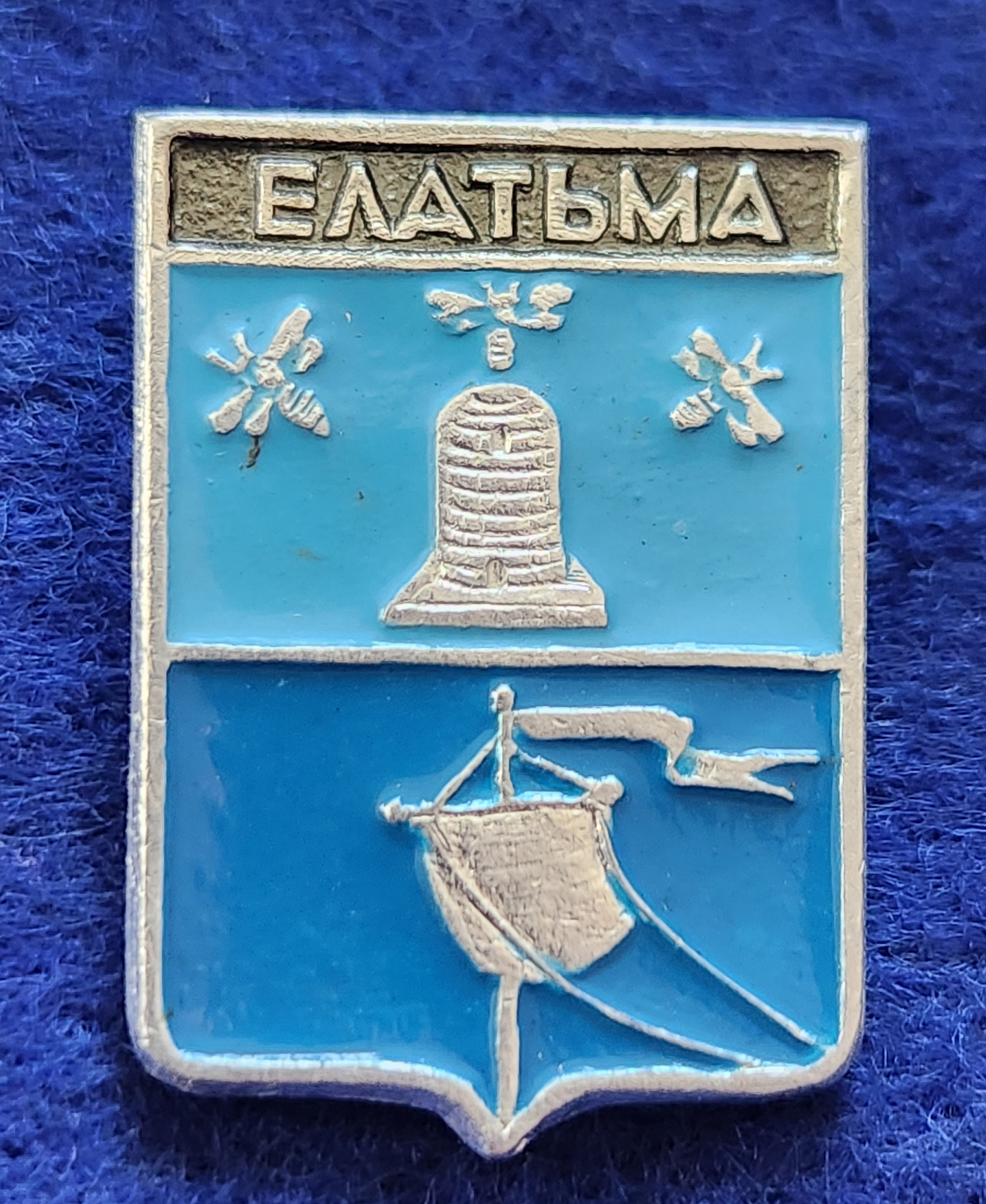
Елатьма
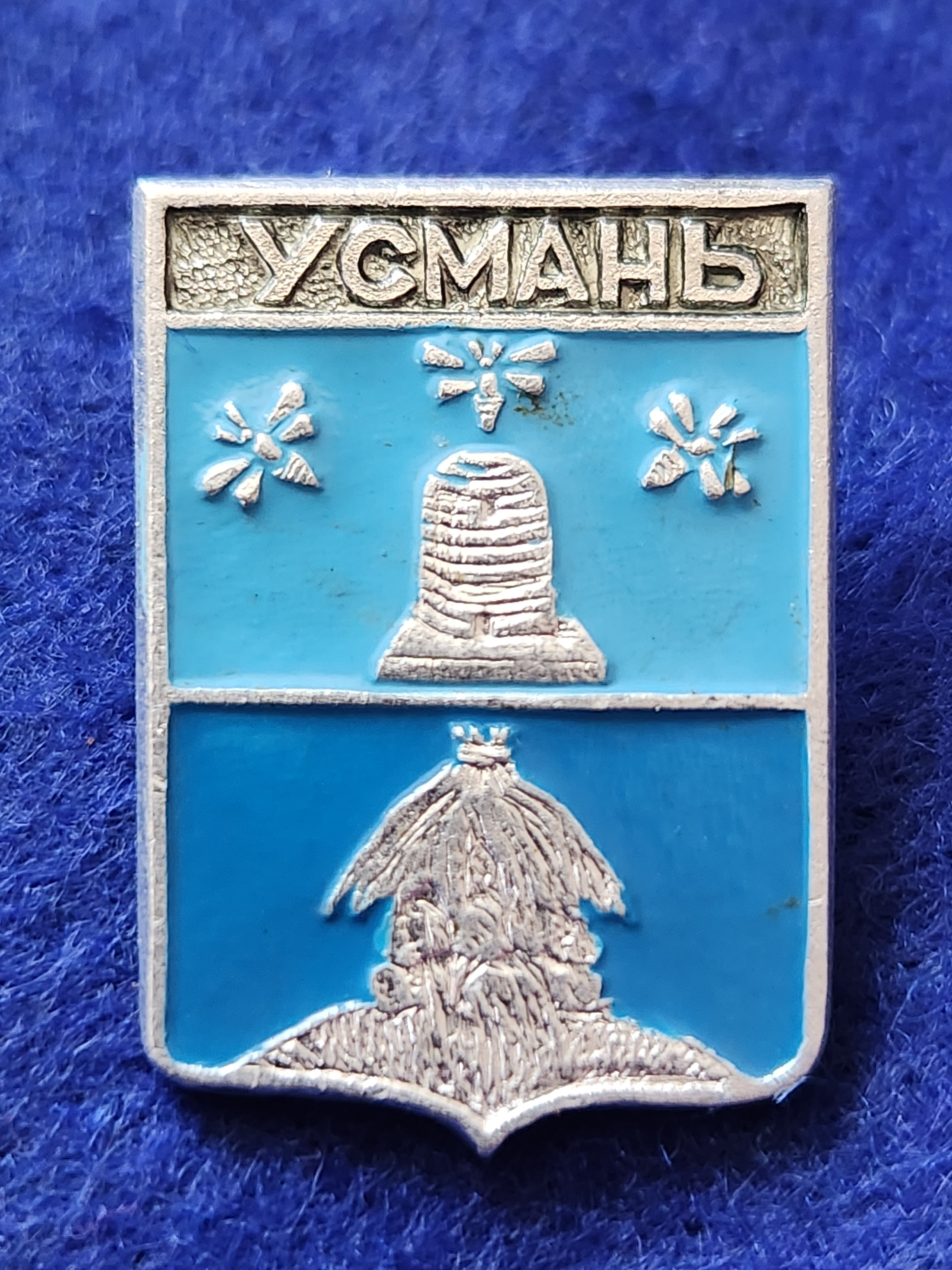
Усмань
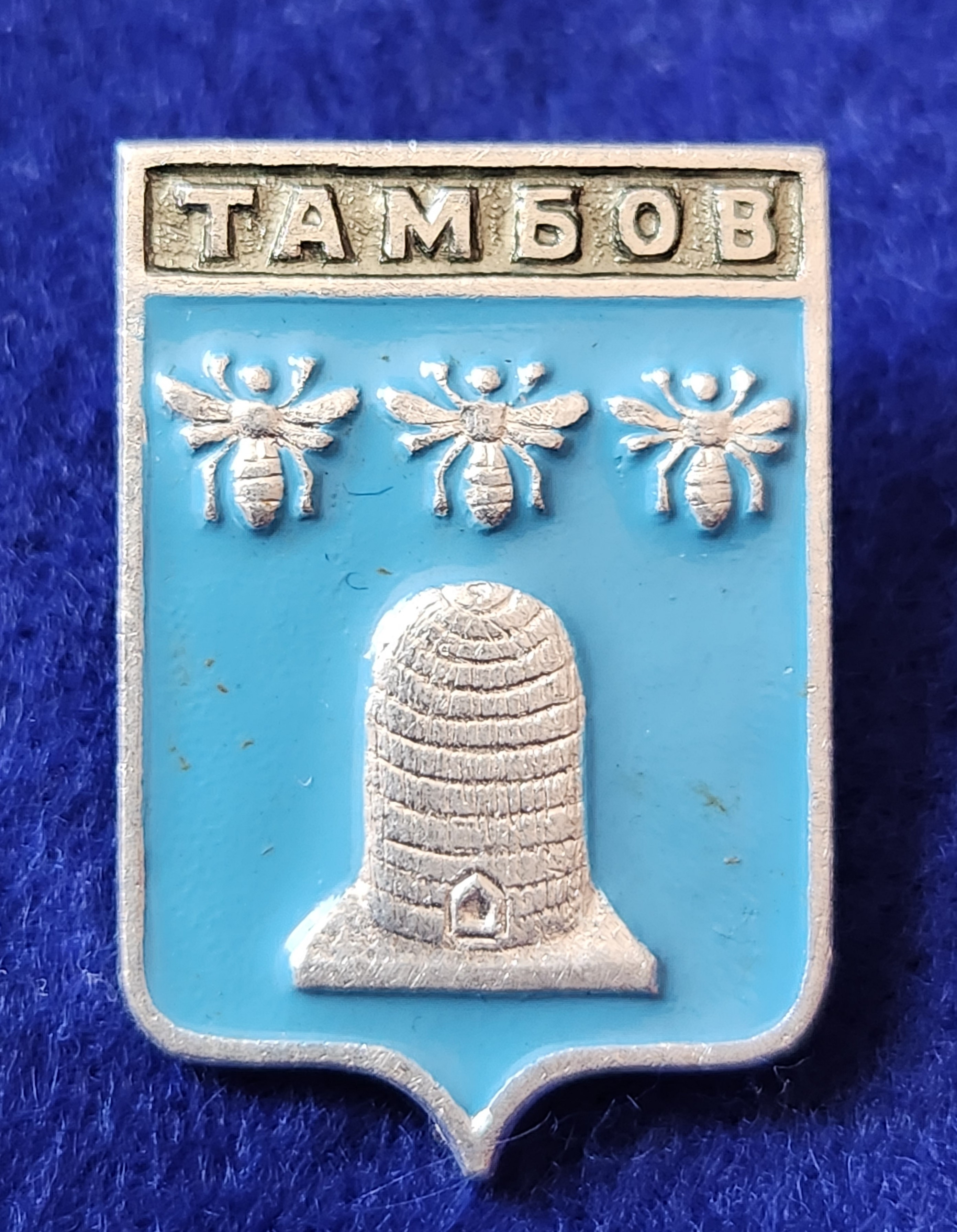
Тамбов
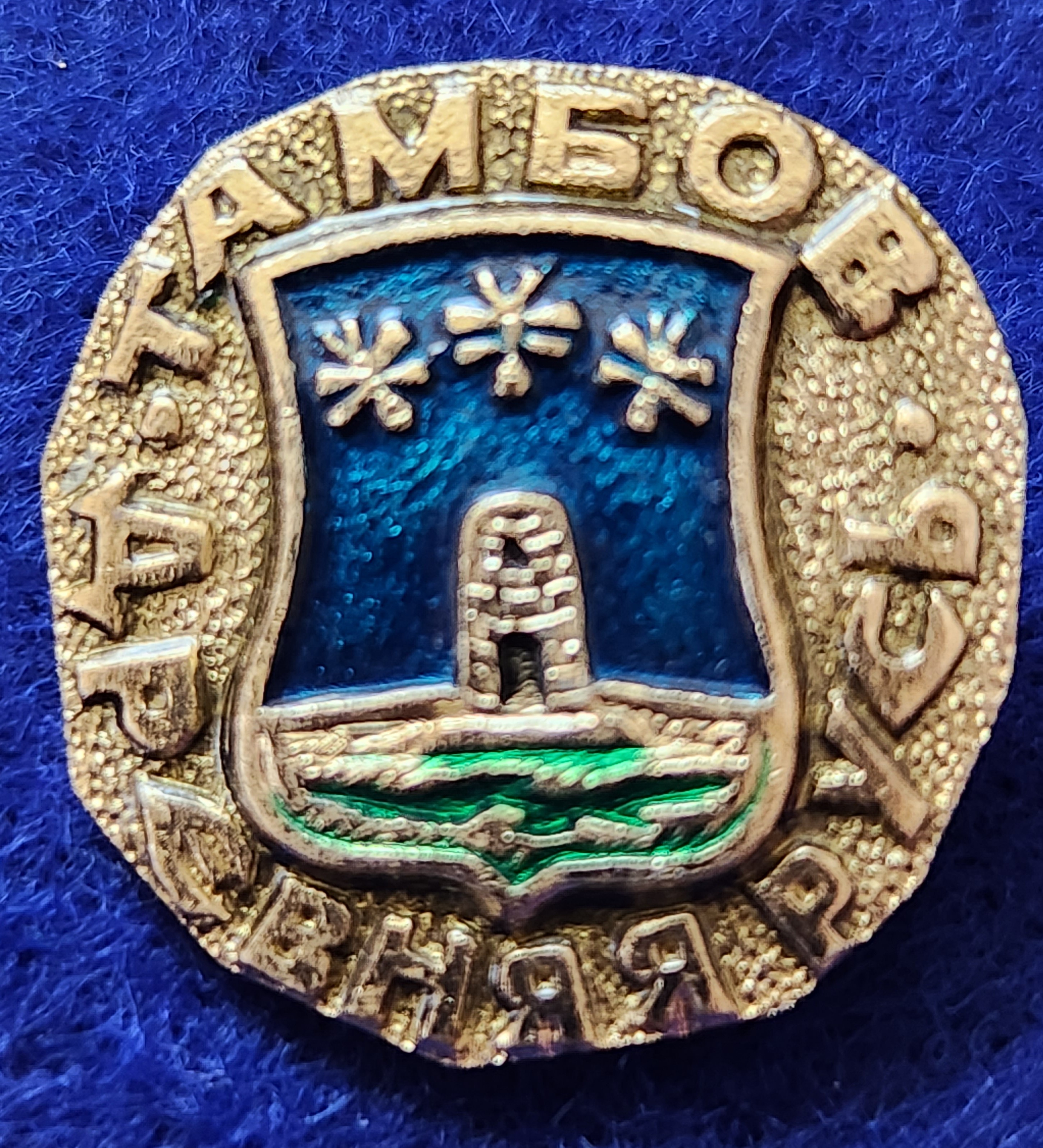
Тамбов серия Древняя Русь

## Пчёлы в искусстве

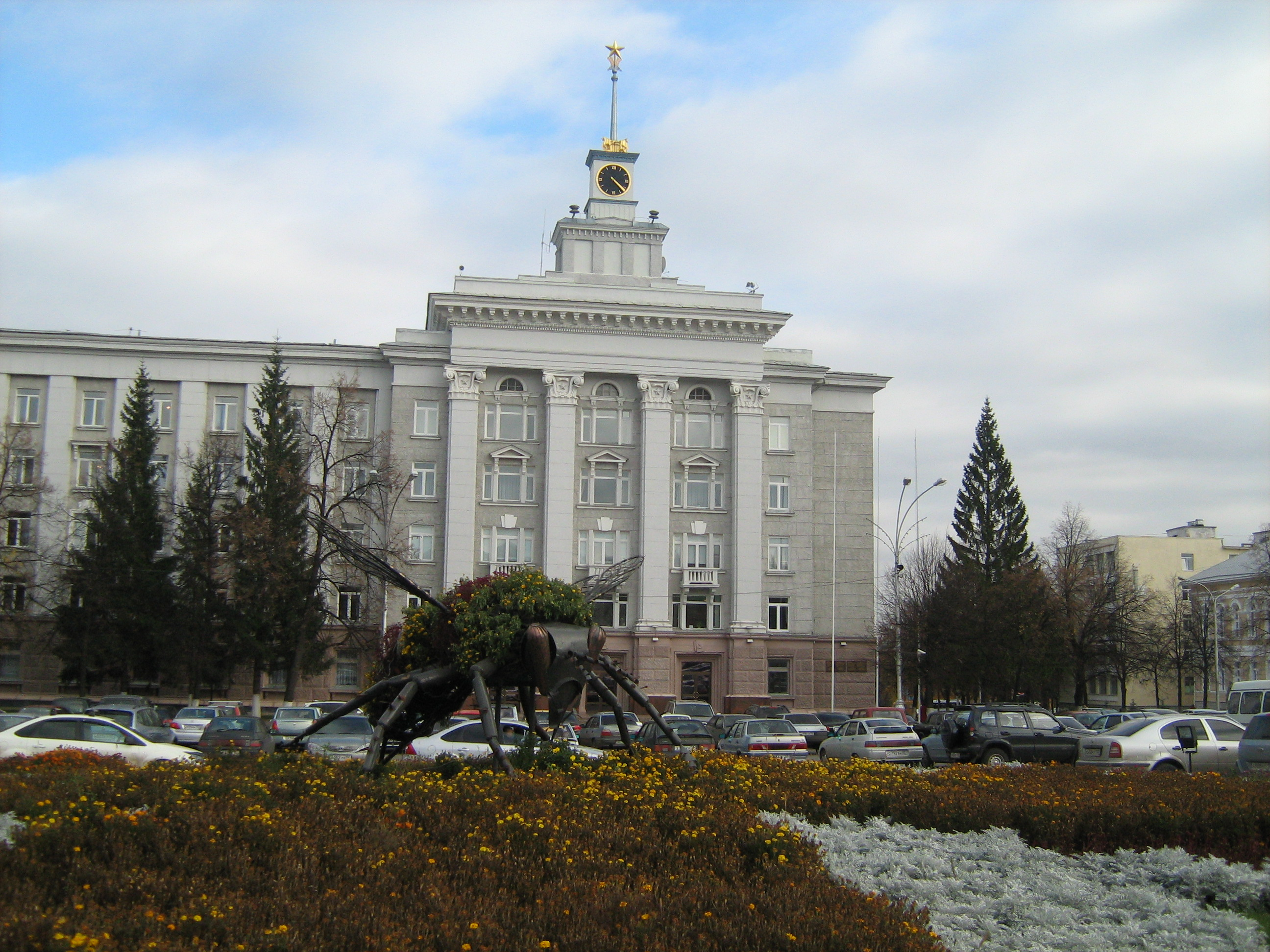
Памятник башкирской пчеле

- Неправильные пчёлы и песня для пчёл присутствуют во всех мультфильмах про Винни-Пуха.
- Первый урок (мультфильм) — урок о пчёлах и мёде.
- В 1995 году вышел телевизионный фильм Пчёлы-убийцы
- В городе Уфа установлен памятник башкирской пчеле.
- Штат Юта (США) имеет официальное прозвище Штат Улья (англ. Beehive State).
- В 2003 году опубликована повесть "Повелитель пчёл" московского писателя Андрея Гусева в сборнике «Role Plays в зрелом возрасте»[29].
- В 2005 году в Москве, в парке Кузьминки, открыт памятник пчеле[30].
- Некогда известная немецкая песня поётся от имени пчелы, но «от лица влюблённого мужчины»[31].
- Проблема депопуляции пчёл поднята в серии «Симпсонов» «Бернс и пчёлы» (7 декабря 2008 г.)

#### Пчёлы в фильмах, играх и комиксах
Пчёлы являются персонажами в мультфильмах «Би Муви: Медовый заговор», «Винни-Пух», «Винни-Пух и медовое дерево», «Первый урок», «Артур и месть Урдалака», в мультсериалах «Приключения пчёлки Майи», «Приключения Лунтика и его друзей», «Пчелиные истории», «Барбоскины» (серии 12 «Пчёлка», 15 «Самый лучший» (в телепередаче) и 16 «Суперпапа»), «Dororon Enma-kun Meeramera» (серия 1x05 «Соревнование в пчелином улье для девушек»), «Чип и Дейл спешат на помощь» (серия 1x09 «Пчёлы — дело рискованное»), «Футурама» (серии 6x13 «The Futurama Holiday Spectacular» и 4x12 «The Sting»), «Дэйв-варвар» (серия 19b «Dog Of Titans»), в играх «Sonic the Hedgehog» (Пчела Чарми), «Insects Wave» (жанр Tower Defense), «Honey Hunter» (жанр Action), «Медовые пчёлы» (жанр Три в ряд), «Улей» (настольная игра), в «Деревне дураков» и многих других. Чаще всего пчёлы изображаются в виде антропоморфных персонажей. В «The Futurama Holiday Spectacular» есть существа, похожие на клещей Varroa.

## Пчёлы в математике
При решении оптимизационных задач существует класс стохастических биоинспирированных эвристических методов, к которым относится метод пчелиной колонии. Он был предложен Д. Карабога в 2005 г., базируется на имитации поведения колонии пчёл при сборе нектара в природе и используется для поиска глобального экстремума целевой функции с использованием агентов в виде пчёл-разведчиков, осуществляющих грубую разведку пространства признаков, и рабочих пчёл, производящих уточнение решений разведчиков в некоторой окрестности.[прояснить]

## Географические названия
- Пчела — посёлок в Новокубанском районе Краснодарского края
- Пчела — село в Ямболской области, входит в общину Елхово ( Болгария)
- Пчелка — хутор в Куюргазинском районе Башкортостана
- Пчёлка — посёлок в Бугурусланском районе Оренбургской области
- Пчілка — село в Геническом районе Херсонской области ( Украина)
- Коммуна «Пчела» — посёлок в Брасовском районе Брянской области
- Beehive State (Штат улья) — официальное прозвище штата Юта ( США)
- Land of Milk and Honey (Земля молока и мёда) — официальное прозвище штата Калифорния ()

## Прочие факты
- Пчёлы могли использоваться людьми в качестве оружия. Известно, например, что при защите крепостей ульи с пчёлами сбрасывались со осаждаемых стен на врагов[33].